# 1160

## Догађаји
- Пролеће – Цар Манојло I Комнин шаље посланство које предводи Јован Контостефанос у Јерусалим да тражи од краља Балдуина III да номинује једну од принцеза крсташких држава као невесту за удовог цара. Балдуин предлаже Мелисенду, а њен брат гроф Ремон III почиње да прикупља огроман мираз. Чују гласине о Мелисендином рођењу, засноване на неверству њене мајке, и стога о Мелисендиној могућој ванбрачности. На крају, цар се жени Маријом 1161. године и Мелисенда коначно улази у манастир.
- 25. јануар – Фридрих Барбароса, цар Светог римског царства, заузима Крему, Ломбардија, након шестомесечне опсаде, као део своје кампање против независних италијанских градова-држава. Око 20.000 преживелих је дозвољено да напусте град са оним што су могли да понесу пре него што је Крема опљачкана и спаљена до темеља. Трошкови опсаде (преко 2.000 сребрних марака) и Фридрихова одлучност да је спроведе током зиме, показују његову способност да држи трупе на бојном пољу и да задржи своје савезнике на страни.
- 18. мај – Ерик IX Једвардсон од Шведске је убијен, након чега се његов убица Магнус Хенриксен проглашава краљем Шведске као Магнус II. Међутим, и он је убијен следеће године.
- 2. новембар – Веридба петогодишњег Хенрија Младог краља Енглеске и двогодишње Маргарите, ћерке Луја VII од Француске; она доноси Нормана Вексина енглеској круни као мираз.
- 13. новембар – У року од неколико недеља од смрти своје друге жене, краљице Констанце од Кастиље, краљ Луј VII од Француске жени се Аделом од Шампање, ћерком грофа Теобалда II („Великог“).
- Велика португалска офанзива почиње у региону Алентежо, против Алморавида. Град Томар основао је Гуалдим Паис, велики мајстор Темплара.
- Јесен – Рене од Шатијона, принц Антиохије, врши пљачкашки препад у долини Еуфрата код Мараша како би од локалних сељака отео стоку, коње и камиле. На повратку у Антиохију, њега и његову пратњу нападају зангидски ратници. Ренеа збацују с коња, заробљавају и шаљу у Алепо где га бацају у тамницу.
- Алмохади освајају Махдију (данашњи Тунис) од Нормана након важног поморског успеха у близини града, против хришћанских појачања која су долазила са Сицилије.
- Трговачки споразум између Алмохадског калифата и Републике Пиза отвара северноафричке луке тосканским трговцима.
- У Јапану, Хеиџи устанак је почео опсадом палате Санџо.
- Цар Дараниндраварман II умире, а наследио га је његов рођак Јасоварман II као владар Кмерског царства (данашња Камбоџа). Дхараниндраварманов син, Џајаварман VII, одлази у егзил у суседну Чампу.

## Смрти
- Герман Далматински

- Ел Фаиз
- Еразмо Печерски

- Јован Многострадални

- Констанца од Кастиље (француска краљица)

- Мелисенда од Триполија

- Никлот

- Ремон од ле Пеја